# Immarade
Dans la mythologie grecque, Immarade (en grec ancien Ἰμμάραδος / Immarados) est un prince de Thrace et le fils d'Eumolpos. Son nom n'est cité que par Pausanias : lors de la guerre entre Éleusiniens et Athéniens, Immarade prend la tête des premiers et est tué au combat par Érechthée.

## Famille
Immarade est le fils d'Eumolpos, un des premiers prêtres de Démeter à Éleusis, et de l'Océanide Daïra. Poséidon, le roi des mers, et la déesse des neiges Chioné sont donc ses grands-parents paternels, Océan et Téthys ses grands-parents maternels. Il a un frère nommé Phorbas.

## Mythologie
Au cours d'une guerre entre Athènes et Éleusis, Eumolpos, père d'Immarade et ancien prêtre d'Éleusis, se rangea du côté d'Éleusis. Il amena avec lui un nombre important de Thraces, ayant hérité du royaume de son beau-père Tegyrios. Les traditions concernant cette guerre diffèrent cependant beaucoup. Selon certains, les Éleusiniens sous Eumolpos attaquèrent les Athéniens sous Érichthonios, mais furent vaincus, et Eumolpos et ses deux fils, Phorbas et Immarade, furent tués. Pausanias raconte une tradition selon laquelle Érichthonios et Immarade tombèrent tous deux dans la bataille entre les Éleusiniens et les Athéniens, et que la paix fut alors conclue à la condition que les Éleusiniens seraient par ailleurs soumis à Athènes mais qu'eux seuls auraient la célébration de leurs mystères et qu'Eumolpos et les filles de Céléus accompliraient les sacrifices d'usage. D'autres traditions existent encore, n'évoquant pas Immarade.

## Source
- Pausanias, Description de la Grèce [détail des éditions] [lire en ligne], I, 5, 2 ; 27, 5.